# Савалеєвська сільська рада
Савале́євська сільська рада (рос. Савалеевский сельский совет) — муніципальне утворення у складі Кармаскалинського району Башкортостану, Росія. Адміністративний центр — присілок Савалеєво.

## Населення
Населення — 2351 особа (2019, 2487 в 2010, 2694 в 2002).

## Склад
До складу поселення входять такі населені пункти:
| Населений пункт               | Населення, осіб (2002) | Населення, осіб (2010) |
| ----------------------------- | ---------------------- | ---------------------- |
| Бішаул-Унгарово, присілок     | 672                    | 573                    |
| Ібрагімово, присілок          | 422                    | 388                    |
| Кулушево, присілок            | 280                    | 255                    |
| Муксіново, присілок           | 211                    | 204                    |
| Набережний, присілок          | 10                     | 6                      |
| Роз'їзда Ібрагімово, присілок | 52                     | 48                     |
| Савалеєво, присілок           | 1047                   | 1013                   |